# Ріп'яна
Рі́п'яна — село в Україні, у Самбірському районі Львівської області. Населення становить 649 осіб. Орган місцевого самоврядування — Стрілківська сільська рада.

## Географія
Селом тече річка Рип'янка.

## Загальні відомості

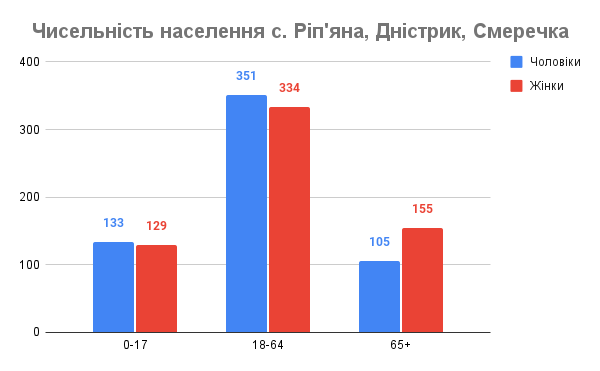
Чисельність населення с. Ріп'яна, Дністрик, Смеречка, 2021

Село розташоване на території західної частини Львівської області, на південний захід від районного центру — Старого Самбора. Воно було центром сільської ради, до якої входили ще села Смерічка та Дністрик. Поселення розташоване в долині річки Дністер, за 34 км від Старого Самбора, за 18 км від залізничної станції в Стрілках, за 27 км від Турки, за 13 км від кордону з Польщею.

## Історія села
Перша згадка про село — 1527 рік. Солтис Пашко одержав привілей на заснування села Ріп'яно над річкою цієї ж назви. Солтис зобов'язувався давати данину (стаційне): дванадцять ягнят, а також служити у воєнній потребі на доброму коні з луком і стрілами. 
В 1556 році королева Бона видала привілей попові Михалкові. Не один лан попівський у Ріп'яні. Осадчики (колоністи) на підставі документа зобов'язувалися працювати на Салминському лані два дні в році.
В селі дерев'яна церква святого Михаїла (1875 р.), дочерна церква є в Смерічці — св. Петра й Павла. Парохом у 1893—1957 рр. працював Гичко Діонізій (1875 року народження). Староста і суд були за того часу в місті Турка, а пошта — у Лімні. Церква підпорядковувалась Жукотинському деканату.
У радянський час сільраді підпорядковувалися села Дністрик і Смеречка. У селі був відділок радгоспу "Стрілківський", що вирощував зернові і льон, займався відгодівлею великої рогатої худоби і овець. 
У селі станом на 1968 р. була 8-річна школа, бібліотека, клуб. "Збудовано 53 житлових і 10 громадських будинків. 110 жителів одержують державну пенсію".
День села відзначається у день храмового празника - Зіслання Святого Духа у форматі фестивалю "Дуже зелені свята".

### Населення
У 1938 р. в селі проживало 630 греко-католиків, 8 римо-католиків, 42 євреї.
У 1968 р. тут проживали 441 чоловік.

## Церква Святого Архистратига Михаїла (1878)
1556 р. - перша згадка про храм у селі.
У 1683 р. парафії надано привілей, наступна згадка про храм.
Наступний храм дерев'яний, збудований у XVIII ст. 
У 1873 р. храм згорів. Наступний збудували у 1878 р., стоїть до сьогодні.
До 1946 р. це була дочірня церква парафії Св. апп. Петра і Павла села Смеречка Жукотинського деканату Перемишльсько-Самбірсько-Сяницької єпархії УГКЦ.
Після приходу комуністів та ліквідації ними УГКЦ, греко-католицька парафія села Ріп'яна стала належати Російській православній церкві. Тодішній парох села Смеречка о. Діонізій Гичка перейшов із УГКЦ в РПЦ.
У 1960 р. храм закрили, відчинили у 1988 р. як храм РПЦ (перший відкритий храм у цій окрузі).